# Linghallen

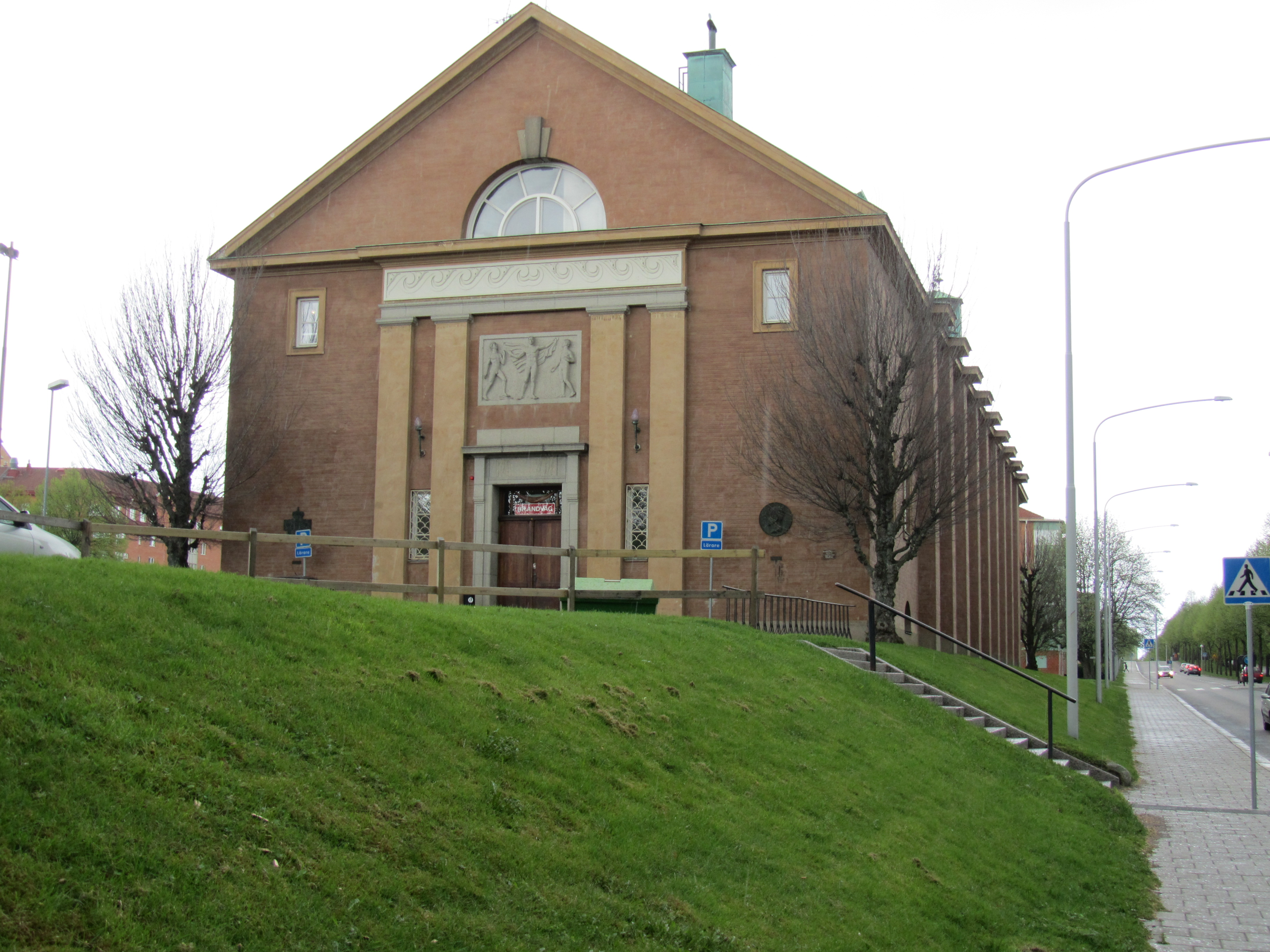
Linghallen i Norrköping

Linghallen är en gymnastikhall  i Norrköping.
Linghallen är uppförd 1925 som ny gymnastikhall för läroverket (nuvarande De Geergymnasiet). Hallen med tillhörande vaktmästarbostad är belägen utmed Södra Promenaden. Byggnaden ritades av Torben Grut, en av tidens ledande arkitekter, och är hållen i 20-talsklassicismens eleganta stil. Den är byggnadsminne.
2023-24 Linghallen renoveras i grunden för 38 miljoner. 